# Wayne B. Nottingham
Wayne Buckles Nottingham (* 17. April 1899 in Tipton (Indiana); † 4. Dezember 1964 in Aerdenhout) war ein US-amerikanischer Physiker.

## Leben
Nottingham begann sein Studium an der Purdue University und setzte es 1920 als Fellow der American-Scandinavian Foundation für ein Jahr an der Universität Uppsala fort. Nach seiner Rückkehr in die USA ging er an die Princeton University, wo er 1928 bei Karl Taylor Compton mit der Arbeit Normal arc characteristic curves: dependence on absolute temperature of anode promovierte. 1929 erwarb er zusätzlich den Titel eines Elektroingenieurs an der Purdue University. Von 1926 bis 1931 war er Fellow der Bartol Research Foundation. 1931 wurde er Fellow der American Physical Society. Im selben Jahr wechselte er als Assistant Professor für Physik an das Massachusetts Institute of Technology (MIT). 1936 wurde er Associate und 1964 ordentlicher Professor.
Am MIT forschte er im Research Laboratory of Electronics über die physikalischen Grundlagen der Elektronik und speziell zu thermionischen Emissionen. Er entwickelte verschiedene elektronische Messgeräte. Während des Zweiten Weltkrieges war er Beauftragter des MIT Radiation Laboratory beim Office of Scientific Research and Development in Washington, D.C.
1952 wurde er zum Mitglied der American Academy of Arts and Sciences gewählt. Er starb am 4. Dezember 1964 während einer Europareise in den Niederlanden.

## Ehrungen
Seit 1966 wird bei der jährlichen Physical Electronics Conference (PEC) der Nottingham Prize vergeben.

## Schriften
- Wayne B. Nottingham: Thermionic emission. Hrsg.: Siegfried Flügge (= Handbuch der Physik. Band 21). Springer, Berlin 1956, S. 1–178.